# Facundo da Costa
Álex Facundo da Costa Rodríguez (Melo, 20 marzo 2003) è un calciatore uruguaiano, attaccante del Cerro Largo.

## Carriera
È cresciuto nel settore giovanile del Cerro Largo, con cui ha debuttato l'8 settembre 2022 nell'incontro di Copa Uruguay contro il Deportivo Colonia segnando il primo gol dell'incontro, terminato 2-0. Nel marzo del 2024 è stato ceduto in prestito all'Academia Cantolao, dove ha giocato 18 incontri nella seconda divisione peruviana realizzando due reti.

## Statistiche

### Presenze e reti nei club
Statistiche aggiornate al 8 marzo 2025.
| Stagione        | Squadra           | Campionato      | Campionato | Campionato | Coppe nazionali | Coppe nazionali | Coppe nazionali | Coppe continentali | Coppe continentali | Coppe continentali | Altre coppe | Altre coppe | Altre coppe | Totale | Totale | Totale |
| Stagione        | Squadra           | Comp            | Pres       | Reti       | Comp            | Pres            | Reti            | Comp               | Pres               | Reti               | Comp        | Pres        | Reti        | Pres   | Reti   |        |
| --------------- | ----------------- | --------------- | ---------- | ---------- | --------------- | --------------- | --------------- | ------------------ | ------------------ | ------------------ | ----------- | ----------- | ----------- | ------ | ------ | ------ |
| 2022            | Cerro Largo       | PD              | 0          | 0          | CU              | 2               | 1               | -                  | -                  | -                  | -           | -           | -           | 2      | 1      |        |
| 2023            | Cerro Largo       | PD              | 11         | 2          | CU              | 1               | 0               | -                  | -                  | -                  | -           | -           | -           | 12     | 2      |        |
| 2024            | Academia Cantolao | SD              | 18         | 2          | CP              | 0               | 0               | -                  | -                  | -                  | -           | -           | -           | 18     | 2      |        |
| 2025            | Cerro Largo       | PD              | 0          | 0          | CU              | 0               | 0               | CS                 | 0                  | 0                  | -           | -           | -           | 0      | 0      |        |
| Totale carriera | Totale carriera   | Totale carriera | 29         | 4          |                 | 3               | 1               |                    | 0                  | 0                  |             | -           | -           | 32     | 5      |        |